# CONCACAF Champions Cup 1967
De  CONCACAF Champions Cup 1967 was de derde editie van dit voetbaltoernooi voor clubs dat door de CONCACAF werd georganiseerd.
Er namen tien clubs uit tien landen (Nederlandse Antillen, Bermuda, El Salvador, Verenigde Staten, Guatemala, Haïti, Honduras, Jamaica, Nicaragua, Trinidad en Tobago) aan deel. De eerste wedstrijd werd op 6 augustus gespeeld. De laatste wedstrijd, de tweede finalewedstrijd, op 24 maart 1968. Alianza FC uit El Salvador won de play-off van de finale van CRKSV Jong Colombia uit de Nederlandse Antillen.

## Wedstrijden

### Centraal-Amerikaanse zone

#### Eerste ronde
| Team 1     | Tot.           | Team 2       | 1e wedstr. | 2e wedstr. |
| ---------- | -------------- | ------------ | ---------- | ---------- |
| Alianza FC | 10 - 3         | Flor de Caña | 8 - 0      | 2 - 3      |
| Olimpia    | 1 - 1          | Aurora       | 1 - 0      | 0 - 1      |
| Olimpia    | 0 - 2 (Replay) | Aurora       |            |            |

- Alianza FC en Aurora door naar de tweede ronde

#### Tweede ronde
| Team 1     | Tot.           | Team 2 | 1e wedstr. | 2e wedstr. |
| ---------- | -------------- | ------ | ---------- | ---------- |
| Alianza FC | 1 - 1          | Aurora | 0 - 0      | 1 - 1      |
| Alianza FC | 1 - 0 (Replay) | Aurora |            |            |

- Alianza FC door naar de finale Noord/Centraal-Amerikaanse zone

## Finale Noord/Centraal Amerikaanse zone
| Team 1     | Tot.  | Team 2                  | 1e wedstr. | 2e wedstr. |
| ---------- | ----- | ----------------------- | ---------- | ---------- |
| Alianza FC | 3 - 1 | Philadelphia Ukrainians | 2 - 1      | 1 - 0      |

- Alianza FC door naar de CONCACAF finale.

## Caribische Zone
| Team                      | Pld | G | G | V | DV | DT | DS | Pnt |
| ------------------------- | --- | - | - | - | -- | -- | -- | --- |
| Jong Colombia             | 4   | 3 | 1 | 0 | 10 | 1  | +9 | 7   |
| Regiment (TRI)            | 4   | 2 | 1 | 1 | 5  | 7  | -2 | 5   |
| Regiment (JAM)            | 4   | 2 | 0 | 2 | 5  | 6  | -1 | 4   |
| Somerset Trojans          | 4   | 1 | 0 | 3 | 8  | 8  | 0  | 2   |
| Haïti Racing Club Haïtien | 4   | 1 | 0 | 3 | 3  | 9  | -6 | 2   |

- Alle wedstrijden gespeeld in Kingston, Jamaica
- Jong Colombia wint de groep en plaatst zich voor de finale.

## Finale
|               |               |       |            |            |
| 17 maart 1968 | Jong Colombia | 2 - 1 | Alianza FC | Willemstad |
| 17 maart 1968 | Verslag       |       |            | Willemstad |

|               |            |       |               |              |
| 19 maart 1968 | Alianza FC | 3 - 0 | Jong Colombia | San Salvador |
| 19 maart 1968 | Verslag    |       |               | San Salvador |

- Omdat elk team 1 wedstrijd had gewonnen was een replay noodzakelijk.

## Play-off
|               |            |       |               |              |
| 23 maart 1968 | Alianza FC | 5 - 3 | Jong Colombia | San Salvador |
| 23 maart 1968 | Verslag    |       |               | San Salvador |

## Referentie
- RSSSF Site